# Public Service Commission (Neuseeland)
Die Public Service Commission (PSC) (Māori: Te Kawa Mataaho) (deutsch: Kommission für den öffentlichen Dienst) ist eine von drei zentralen Teilen des Staates, der für die Führung, Koordination, Überwachung, Verwaltung und Verbesserung der Leistung des staatlichen Sektors Neuseelands und seiner Organisationen verantwortlich ist. Die anderen beiden sind das Department of the Prime Minister and Cabinet und The Treasury (deutsch: das Schatzamt).
Die Public Service Commission untersteht dem Minister for the Public Service.

## Geschichte
Im Jahr 1913 wurde auf der gesetzlichen Grundlage des Public Service Act 1912 die Public Service Commission (PSC) gegründet und schuf damit einen Rahmen für die neuseeländische Bürokratie, der bis 1988 Bestand haben sollte. Das Gesetz basierte auf die Idee des Juristen Alexander Herdman, der Attorney General und Justizminister in der damaligen Regierung der Reform Party war. Die Public Service Commission startete seinerzeit mit einem Commissioner und zwei Assistenten, wobei politische und administrative Funktionen strikt getrennt bleiben sollten.
1961 setzte die seinerzeit neu gewählte Regierung unter Premierminister Keith Holyoake von der New Zealand National Party eine Untersuchungskommission ein, die die nun fast 50 Jahre alte Organisation der Public Service Commission auf Verschlankung und Verbesserung prüfen sollte, denn die Mitarbeiterzahl der staatlichen Einrichtungen war bereits auf über 39.000 gestiegen und die Aufgaben der Regierung hatten sich mittlerweile erheblich ausgeweitet. Ein 5524 Seiten umfassender Abschlussbericht, der im Februar 1962 veröffentlicht wurde, enthielt 131 Empfehlungen zur Reform. Eine davon war, die Kommission in State Services Commission (SSC) umzubenennen. Noch im Jahr 1962 folgte dann die Umbenennung auf der Grundlage des State Services Act 1962 sowie mit einer neuen Struktur und neuen Aufgaben. 1988 erfolgte noch die Änderung, dass alle öffentlichen Bediensteten vom Leiter ihrer jeweiligen Behörde angestellt werden sollten und nicht mehr direkt von der Commission. Nur die Leiter der wichtigsten Regierungsabteilungen wurden vom State Services Commissioner ernannt.
Im Jahr 2020 wurde die Namensänderung auf Basis des Public Service Act 2020 wieder auf Public Service Commission rückgängig gemacht und zielt darauf ab, einen modernen, stärker vernetzten und bürgernahen öffentlichen Dienst zu gewährleisten. Die damalige Regierung zielte mit der Gesetzesänderung auch darauf ab, den öffentlichen Dienst einheitlicher zu gestalten, den Menschen besser dienen zu können und einer Verpflichtung zum Dienst an der Gemeinschaft einzugehen. Man hoffte, in Zukunft besser in der Lage sein, mit den sozialen, wirtschaftlichen und technologischen Veränderungen in der Gesellschaft umgehen zu können.

## Aufgaben
Die gesetzlichen Aufgaben der Kommission sind:
- die Chief Executives (Direktoren) der verschiedenen öffentlichen und nicht-öffentlichen Dienstleistungsbereiche zu ernennen und zu überwachen,
- Prüfungsberichte über die erbrachten Leistungen und die Leistungsfähigkeiten aller öffentlichen und nicht-öffentlichen Dienste zu erstellen,
- Führung und Anleitung in Bezug auf Integrität und Verhalten von Staatsdienern zu geben,
- gleiche und gerechte Arbeitsmöglichkeiten über den gesamten öffentlichen Dienst zu ermöglichen,
- das e-Government Programm zu führen und zu überwachen,
- die Regierung in der Strukturierung der Staatsdienste zu beraten.[11]

## Public Service Departments
Die Liste enthält 31 Public Service Departments und hat den Stand vom 26. April 2018.

- Crown Law Office
- Department of Conservation
- Department of Corrections
- Department of Internal Affairs
- Department of the Prime Minister and Cabinet
- Education Review Office
- Government Communications Security Bureau
- Inland Revenue Department
- Land Information New Zealand
- Ministry for Culture & Heritage
- Ministry for the Environment
- Oranga Tamariki—Ministry for Children
- Ministry for Pacific Peoples
- Ministry for Primary Industries
- Ministry for Women
- Ministry of Business, Innovation & Employment
- Ministry of Defence
- Ministry of Education
- Ministry of Foreign Affairs and Trade
- Ministry of Health
- Ministry of Justice
- Ministry of Māori Development
- Ministry of Social Development
- Ministry of Transport
- New Zealand Customs Service
- New Zealand Security Intelligence Service
- Serious Fraud Office
- State Services Commission, siehe diese Artikel
- Statistics New Zealand
- Te Kāhui Whakamana Rua Tekau mā Iwa—Pike River Recovery Agency
- The Treasury

## Departmental Agency
- Social Investment Agency

## Non-Public Service Departments
Die Liste enthält 5 Non-Public Service Departments und hat den Stand vom 26. April 2018.

im State Service:
- New Zealand Defence Force
- New Zealand Police
- Parliamentary Counsel Office

im breiteren State Sector:
- Office of the Clerk of the House of Representatives
- Parliamentary Service